# 大連裕景中心
大连裕景中心（英語：Eton Place Dalian Tower）是一棟位於中華人民共和國遼寧省大連的超高層摩天大樓，由NBBJ建筑事务所設計。大樓於2009年開始興建，在2014-15年之間完工，建築高度為388公尺（1,273英尺），共81層。